# Козлів I (гміна)
Гміна Козлів I  (пол. Gmina Kozłów I) — сільська гміна у Тернопільському повіті Тернопільського воєводства Другої Речі Посполитої. Адміністративним центром гміни було містечко Козлів (тепер смт).
Гміна утворена 1 серпня 1934 року в рамках нового закону про самоврядування (23 березня 1933 року).
Площа гміни — 38,24 км²
Кількість житлових будинків — 844
Кількість мешканців — 4607
Гміну створено на основі попередньої сільської гміни Козлів.